# 小眼等鰭叉尾帶魚
小眼等鰭叉尾帶魚，为輻鰭魚綱鱸形目鯖亞目帶鱼科的其中一種。分布於西印度洋及中西太平洋熱帶海域，棲息深度810-1022公尺，本魚身體非常地被延長，吻部有大尖牙狀的齒，身體是黑色與彩虹色調的銅色。內口和鰓腔黑色。背鰭硬棘41-43枚；背鰭軟條53-55枚；臀鰭硬棘2枚；臀鰭軟條43-46枚；脊椎骨99-102個，體長可達100公分，棲息在大陸坡。